# Canza
Canza (Früttwald Am Steg in tedesco, Früttwaald in walser) è una frazione del comune di Formazza, nella  provincia del Verbano-Cusio-Ossola, situata nell'estremo Nord della regione Piemonte.
Canza dista circa 1880 m da Formazza e meno di 10 km dalla Svizzera e il centro abitato più vicino è Grovella a soli 170 m. Il centro abitato, circondato da montagne i  di soli 31 abitanti è posizionato a circa 1400 m sul livello del mare.
Si contano numerose antiche abitazioni in larice costruite dai Walser. L'abitato fu parzialmente distrutto da una valanga nel 1951, che causò numerose vittime. Fra i suoi illustri abitanti, si ricordano Emilio Valci, campione di sci di fondo 50 km negli Anni 50, Enrico Rizzi, ricercatore e autore di numerosi saggi sulla cultura Walser.